# Nils F. Nygren
Nils F Nygren, Nils Fredrik Nygren, född 31 mars 1924 i Vallsjö församling, nuvarande Sävsjö kommun, Jönköpings län, död 22 oktober 2001 i Gagnef, var en svensk visdiktare, pastor, sångare, musiker. 
Nygren växte upp i Stockholm under enkla förhållanden. Fadern Bengt dog då Nils F var 13 år gammal och modern Märta fick själv ansvaret för Nils och hans ett år äldre syster Inga-Lisa. De flyttade många gånger för att hålla utgifterna nere och Nils F berättade ofta om sin fattiga uppväxt då de exempelvis ibland fick mat från någon välgörenhetsorganisation.
Familjen var aktiv i Filadelfiaförsamlingen i Stockholm och den unge Nils påverkades starkt av främst Sven Lidmans undervisning. Tidigt fattade han beslutet att själv bli förkunnare och han reste runt som evangelist i Sverige men även finska Österbotten och svenskbygderna i USA. Han kom också att arbeta som församlingsföreståndare och pastor under ett flertal år.
Nils F Nygren var under hela sitt liv en mångsysslare och engagemanget sträckte sig långt utanför den kyrkliga sfären. Hans formella utbildning var inte särskilt omfattande men trots detta inhämtade han kunskaper inom vitt skilda områden. År 1942 genomgick han bibelskola i Stockholms Filadelfia som familjen blivit granne med. Han verkade sedan som evangelist och/eller pastor inom pingströrelsen i Adelöv, Bollnäs, Huskvarna, Skövde och Hofors. Vid olika tider arbetade han också som reporter vid Sveriges Radio och Ibra Radio, han var programchef vid piratradiostationen Radio Nord och journalist på olika tidningar. Han innehade en konst- och musikaffär, han målade, timrade, studerade konstvetenskap och silversmide, samlade på antikviteter, hoppade fallskärm, hade flygcertifikat och ett eget sportflygplan.
I Strömstad, varifrån släkten på moderns sida kom, fanns sommarvistet och det är även på Strömstads kyrkogård man finner hans grav. Under senare år bodde han på Teneriffa vintertid då han hade svårt för det svenska klimatet.
1966 flyttade Nils F med sin familj från Hofors till Ottilia Adelborgs konstnärsgård i Gagnef, Dalarna. Här påbörjades den egentliga banan som trubadur och resande sångare, främst i kyrkliga sammanhang. Han sjöng enbart de egna visorna och ackompanjerade sig själv på piano eller tolvsträngad basluta. Med åren blev sju lp/cd-skivor utgivna liksom flera visböcker och en diktsamling.
I början av 1990-talet mottog Nils F Nygren Deverthska kulturstiftelsens hedersplakett i guld "... för varmhjärtad och egensinnig tolkning av kristen tro i musikaliska sammanhang... Nils F Nygrens visor berör lyssnaren, vare sig man är bekännande kristen eller sekulariserad svensk ... Han skriver lyriskt varma visor som är fyllda av känslor och med ett klart budskap om barmhärtighet och medmänsklighet.” Han fick också Kaj Munk-sällskapets stipendium för sin kulturella gärning.
Under åren medverkade Nygren i diverse tv-program, bland andra Nygammalt (1978) och det populära programmet Minns du sången som sändes i Svt i slutet av 1990-talet. Där framförde han sina sånger Glöm inte bort att änglarna finns, Nåd över allt förnuft, Några hade kommit och Johan Petter och han fick stort genomslag med sina spontana och känslosamma uppträdanden. 
Nils F Nygren var en konstnärssjäl som pendlade mellan förtröstan och förtvivlan men ur de mörkaste stunderna sprang ofta de ljusaste sångerna fram. Hans visor präglas också av lekfullhet blandad med djupaste allvar. Tro samsas med tvivel, både andligt och världsligt får utrymme och hela tiden är perspektivet den lilla människans. Texterna är ofta dubbelbottnade och melodierna framhäver i sin charmiga enkelhet visornas budskap. 
Han var verksam in i det sista och avled efter en tids sjukdom på Falu lasarett den 22 oktober 2001. 

## Övrigt
1948 gifte han sig med Carin Landström (född 1924). De skilde sig 1961, och 1962 gifte han sig med Irene Pettersson (född 1935). Nils F Nygren är begravd på Strömstads kyrkogård.

## Diskografi i urval
- 1975 – Gud, människor, djur och natur
- 1977 – Glöm inte bort att änglarna finns
- 1981 – Alla får vara med
- 1985 – Ännu vandrar visorna
- 1992 – Hela himlen är full av fioler
- 1993 – Visor och visioner
- 2002 – I en hand (Samlingsalbum)
- 2011 – I himlagloria och smoking vit (Samlingsalbum)